# Yobibyte
Yobibyte (YiB) es una unidad de información utilizada como un múltiplo del byte. Equivale a 280 bytes.

## Historia
Su nombre proviene de la contracción de yotta binary byte.[cita requerida]
Forma parte de la norma ISO/IEC 80000-13, antiguamente IEC 60027-2 (2005).

## Equivalencia

### Byte
1208925819614629174706176bytes = 280 bytes = 1 yobibyte.

### Yobibyte
1024 zebibytes = 1 yobibyte.